# Pfaffenfang
Pfaffenfang ist ein Gemeindeteil der Gemeinde Altenthann im Oberpfälzer Landkreis Regensburg (Bayern).

## Geografische Lage
Das Dorf Pfaffenfang liegt in der Region Regensburg, ungefähr 2,5 Kilometer nordöstlich von Altenthann.

## Geschichte

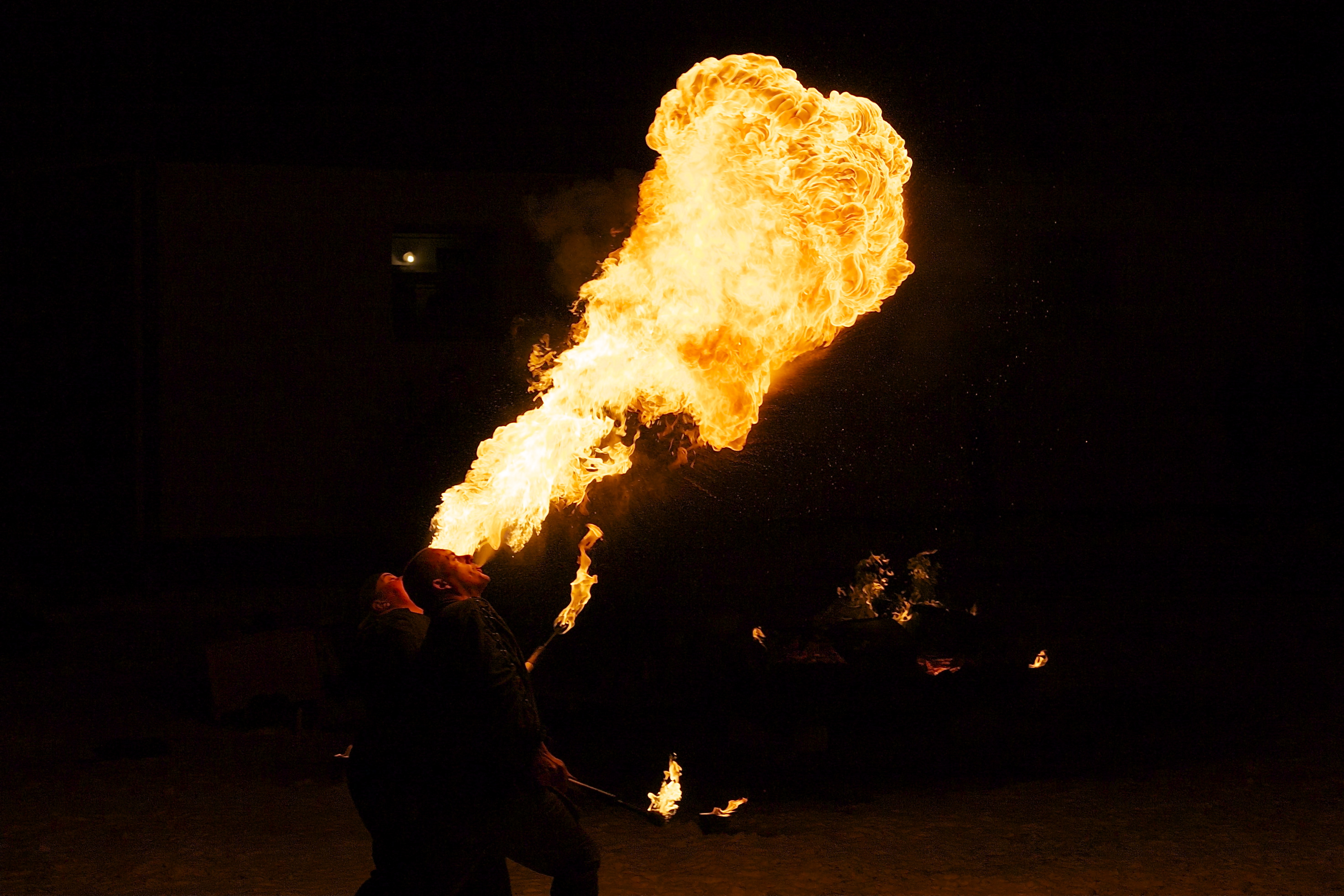
Feuerspucker bei der Paffenfanger Rauhnacht 2010

1466 wurde Pfaffenfang erstmals schriftlich erwähnt, als Wolfgang Zenger einen Teil des großen und kleinen Zehnts des Ortes zum St. Michaelis-Altar nach Altenthann stiftete. Als Wiguläus Zenger Pfaffenfang mit zwei Sölden, einem Gut und zwei Anwesen 1498 von seinem Vater Urban Zenger erhielt, gelangte der Ort zur Hofmark Adlmannstein. 1560 werden in Pfaffenfang zwei Sölden und das Limpeter Gut aufgeführt. Später wurde Pfaffenfang zur Herrschaft Siegenstein (Gericht Mitterfels) des Hochstift Regensburg geschlagen.
Die Gemeinde Pfaffenfang wurde durch das Gemeindeedikt von 1818 begründet. Sie gehörte zum Zuständigkeitsbereich des Herrschaftsgerichts Wörth der Fürsten von Thurn und Taxis und umfasste neben Pfaffenfang die Orte Bachmühle, Gottesberg, Haid, Hörglhof, Orhalm, Pömerlmühl, Röhren (Vorderröhren), Sägmühle, Studenthal und Willmannsberg. Die Reste der Adelsherrschaft wurden in der Revolution 1848 beseitigt. 1945/46 wurde die bis dahin selbständige Gemeinde Pfaffenfang (Landkreis Roding) nach Altenthann (Landkreis Regensburg) eingegliedert.
Kirchlich gehörte Pfaffenfang zum Stichtag 23. März 1913 (Osterfest) zur Pfarrei Altenthann und hatte 20 Häuser und 112 Einwohner. Am 31. Dezember 1990 hatte Pfaffenfang 120 Einwohner und gehörte weiterhin zur Pfarrei Altenthann.